# Joses Tuhanuku
Joses Taungenga Tuhanuku, né le 1er janvier 1952 sur l'île de Bellona, est un syndicaliste et homme politique salomonais.

## Biographie
Après des études à l'université de technologie de Papouasie-Nouvelle-Guinée, il devient enseignant dans l'enseignement secondaire à Pamua, sur l'île de Makira aux Îles Salomon. Il travaille ensuite un temps dans la gestion du service public, avant de devenir enseignant au Solomon Islands College of Higher Education (en), l'institut d'enseignement supérieur du pays.
En 1975 il est l'un des fondateurs du Syndicat général des travailleurs des Îles Salomon (Solomon Islands General Union of Workers), « le premier syndicat du secteur privé dans le pays ». En 1976, il en devient le secrétaire général, succédant à Bartholomew Ulufa'alu lorsque ce dernier devient député au Parlement national,. En 1988 il crée le Parti travailliste des Îles Salomon comme parti politique du syndicat.
Aux élections législatives de 1989, il est élu député de la circonscription de Rennell-Bellona au Parlement national, et est l'un des deux députés de son parti,. Prenant la tête d'une alliance de partis d'opposition, il devient chef de l'opposition parlementaire en cours de législature, succédant à Andrew Nori. Réélu aux élections législatives de 1993 aux côtés de trois autres candidats travaillistes, il est nommé ministre de la Sylviculture et de la Conservation du patrimoine naturel dans le gouvernement de coalition de Francis Billy Hilly. À cette fonction, il tente de combattre la corruption systématique dans l'industrie d'exploitation du bois qui est au coeur de l'économie du pays, et révèle qu'une entreprise sylvicole malaisienne opérant aux Salomon lui a proposé un pot-de-vin. Il est ainsi le premier membre d'un gouvernement salomonais à évoquer la corruption endémique dans ce secteur. En novembre 1994, le gouvernement Billy Hilly est contraint à la démission lorsque l'opposition menée par Solomon Mamaloni et étroitement liée à des entreprises étrangères sylvicoles persuade des députés de la majorité de changer de camp.
À la fin des années 1990, Joses Tuhanuku part étudier l'administration du développement à l'université nationale australienne à Canberra, obtenant un diplôme de Master en l'an 2000. De retour aux Îles Salomon, il retrouve un siège de député aux élections de 2001, qui se déroulent dans un contexte de violences inter-ethniques ainsi que de « crise financière [et] d'économie en chute libre » ; il est le seul élu travailliste,. Il est élu vice-président de la commission parlementaire d'aide au déploiement de la Mission régionale d'assistance aux Îles Salomon, mission internationale menée par l'Australie pour aider le pays à résoudre ses multiples crises simultanées de violence, d'effondrement économique, de corruption et de déliquescence de l'État.
Durant la campagne pour les élections de 2006, il écrit un article dans le journal The Solomon Star accusant Taïwan de verser de « l'argent sale » pour corrompre le gouvernement d'Allan Kemakeza et l'aider à rempoter le scrutin. Il est battu dans sa circonscription, et devient président de la branche salomonaise de Transparency International.
Il est l'époux de la journaliste d'investigation Mary-Louise O'Callaghan (en), qui a notamment révélé l'affaire Sandline (en) en Papouasie-Nouvelle-Guinée.